# Emily Greene Balch
Emily Greene Balch (født 8. januar 1867, død 9. januar 1961) var en amerikansk akademiker, forfatter og pacifist.
Hun blev tildelt Nobels fredspris i 1946 sammen med John Raleigh Mott.